# 孔特拉維耶薩山脈
孔特拉維耶薩山脈（西班牙語：Sierra de la Contraviesa），是西班牙的山脈，位於該國南部，處於安達魯西亞自治區的阿爾梅里亞省和格拉納達省，屬於佩尼貝蒂科山脈的一部分，面積600平方公里，最高點海拔高度1,545米。